# Shura
Shura (укр. Шура) — перший дебютний студійний альбом співака Шури (Shura, Олександр Медведєв), який записаний на студіях «Союз» і «Orbita» 1997 року. Відомі пісні альбому, які стали візиткою: Холодная луна і Отшумели летние дожди, яка стала об'єктом пародій на неї, альбом видавався на касетах і дисках того же року.

## Історія
Роботу над альбомом почав новосибірський композитор Павло Єсенін (в майбутньому засновник і продюсер гурту «Hi-Fi»), який писав музику для всіх пісень Шури в альбомі (10 пісень), Єсенін разом з Шурою є продюсером альбому, альбом записаний на студії Єсеніна «Orbita» і студії «Союз» 1997 року, також працював з ним в його інших альбомах (1998—1999), 2000 року Шура вже працював без Єсеніна.

## Трек-ліст
Автор слів Олександр Медведєв (Шура), автор музики Павло Єсенін. 
| #   | Назва                         | Тривалість |
| --- | ----------------------------- | ---------- |
| 1.  | «Холодная луна»               |            |
| 2.  | «Are you ready?» (Вы готовы?) |            |
| 3.  | «Дон» (Don don don)           |            |
| 4.  | «Нам хорошо»                  |            |
| 5.  | «Отшумели летние дожди»       |            |
| 6.  | «I know» (Я знаю)             |            |
| 7.  | «Never» (Никогда)             |            |
| 8.  | «Порушка-Пораня»              |            |
| 9.  | «Зимушка-зима»                |            |
| 10. | «Луна-2»                      |            |

## Творці альбому
Дизайн — Алішер, Наталя Рязанцева і журнал «ОМ»
Адміністратор — Снеголь Тишинкас
Менеджер проекту — Надія Ісаєва
Фотограф — Ігор Фомін
Стиль — Алішер
Makeup і волосся — Михайло Ромашов
Музика і аранжування — Павло Єсенін і слова: Олександр Медведєв (Шура)
Продюсери — Шура і Павло Єсенін

## Відеографія
Холодная луна (официальный) (1997)
Отшумели летние дожди (концерт «Союз 21») (1997)
Don don don (концерт «Союз 22») (1998)

## Видання
Магнітоальбом (компакт-касета) (1997)
(Лейбл: Союз)
Компакт-диск (CD) (1997)
(Лейбл: Союз)
Альбом видано в Стокгольмі, Швеції

## Факти
Пісня «Отшумели летние дожди» стала відомою і популярною і об'єктом пародій, пародії на неї виконають: Сергій Білоголовцев «У Шури шари» (О.С.Песня 2000) (2000) і «Мурзилки International» «Намело сугробы» (2006)
В відеографії цього альбому кліпу на пісню «Отшумели летние дожди» 1997 року немає, є тільки в відеографії другого альбому 1998 року
На обкладинці цього альбому Шура зображений в чоловічому макіяжі і червоному костюмі з тістечком в виді серденька з сливочною і полуничною начинками і надпис «SHURA», також є інші фотосесії цієї обкладинки

## Інші альбоми
Shura 2 (1998)
Сказка (1999)
Благодарю. Второе дыхание (2001)
News! (2003)
Новый день (2011)